# Juventus Next Gen
La Juventus Next Gen (/juˈvɛntus nɛkst dʒɛn/) è la seconda squadra della Juventus Football Club, società calcistica italiana della città di Torino. Milita in Serie C, la terza divisione del campionato italiano.
Fondata nel 2018 col nome di Juventus U23, dal 2022 ha assunto l'attuale denominazione. La squadra, la prima del suo genere in attività nel Paese dal 1976 (anno di abolizione del Campionato De Martino), è una delle tre, assieme alla prima squadra maschile e alla prima squadra femminile, che rappresentano il club juventino in ambito professionistico – benché la Next Gen sia sottoposta a limiti sia d'età anagrafica sia in ambito strettamente sportivo-societario – nonché, complessivamente, la seconda in ordine gerarchico all'interno del settore maschile bianconero, succedendo la prima squadra e precedendo la squadra under 19/20 appartenente al settore giovanile.

## Storia
La genesi della squadra under 23 juventina affonda le radici nella stagione 2017-2018, quando la società torinese, in previsione di una riforma federale in tal senso, aveva già messo in piedi una struttura ufficiosa onde seguire il percorso di crescita dei suoi giovani al momento del salto dal vivaio al professionismo.
La squadra, col nome originario di Juventus U23, è stata istituita ufficialmente il 3 agosto 2018 in seguito alla reintroduzione nel calcio italiano delle squadre riserve e iscritta, come da disposizioni federali, al campionato di Serie C. Dopo avere badato a mantenere la categoria nell'annata d'esordio, nei campionati seguenti la Juventus si assesta in terza serie e raggiunge più volte la qualificazione ai play-off; inoltre nel 2020, alla sua seconda stagione di attività, la squadra guidata da Fabio Pecchia e capitanata da Raffaele Alcibiade vince la Coppa Italia di Serie C, prima volta nella storia della manifestazione per una seconda squadra.
Dal 26 agosto 2022 cambia denominazione sociale in Juventus Next Gen.

## Colori e simboli

### Colori
L'uniforme di gioco della Juventus Next Gen, identica a quella indossata dalla prima squadra, è composta da una maglia a strisce verticali bianche e nere, tradizionalmente abbinata a pantaloncini e calzettoni bianchi.

### Simboli ufficiali

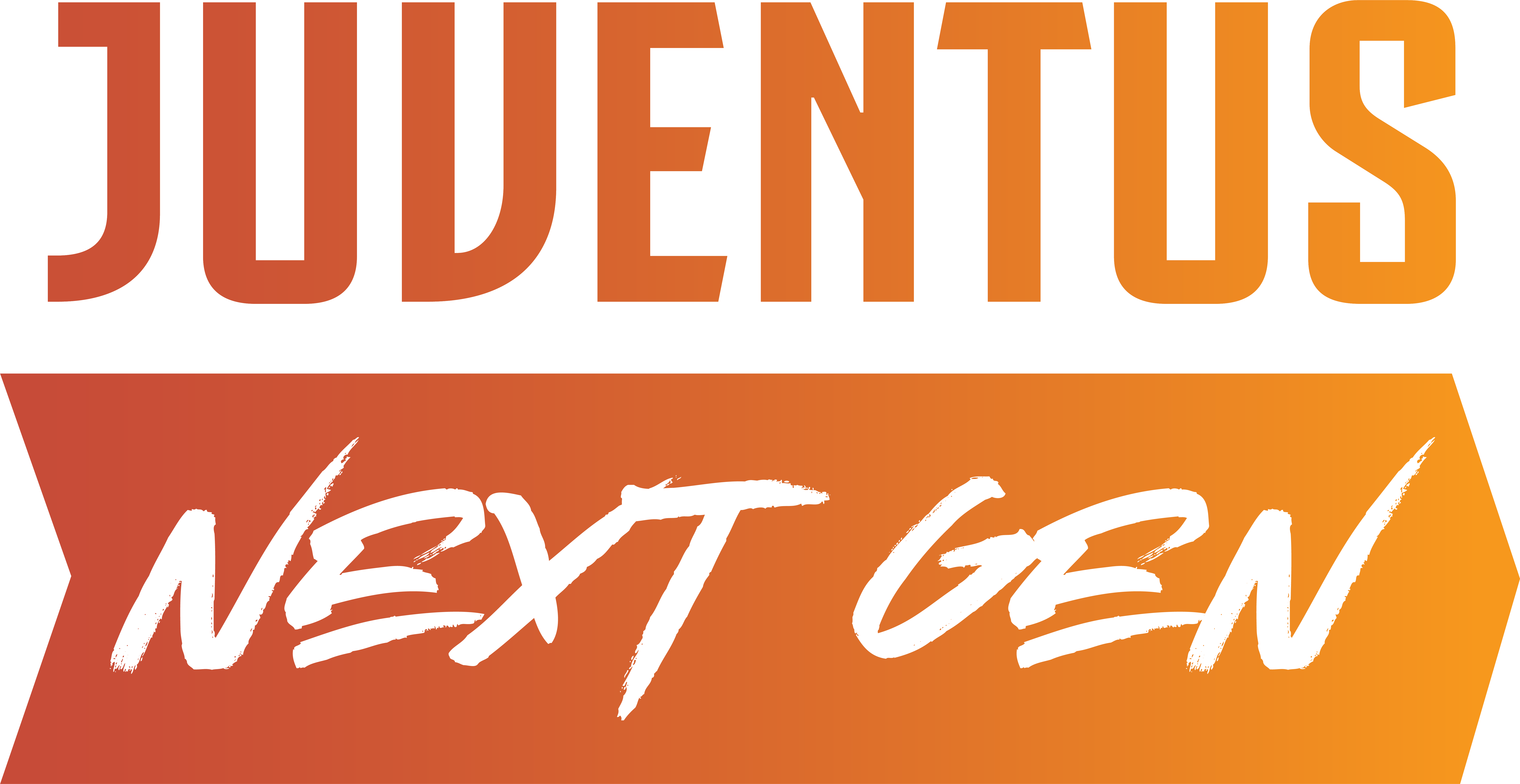
Il secondary logo riservato alla seconda squadra juventina, in uso dalla stagione 2022-2023.

La seconda squadra juventina ha adottato lo stemma già utilizzato dalla prima squadra maschile a partire dalla stagione 2017-2018, volto a inaugurare una rinnovata identità societaria, di fatto un logo che si distacca nettamente dalla tradizionale araldica calcistica europea: si tratta di un pittogramma che riproduce la lettera «J» stilizzata, composta da strisce verticali bianconere che incurvandosi vanno a proiettare i bordi di uno scudo francese antico, rimandando esplicitamente anche allo Scudetto; il tutto è abbinato alla denominazione societaria. Tale logo viene ristilizzato nella stagione 2020-2021 con la soppressione del wordmark.
Al fianco di questo, dalla stagione 2022-2023 è stato portato avanti un progetto di renaming per la seconda squadra bianconera, volto a porre l'accento sul «futuro, quello delle nuove generazioni di calciatori», che ha portato al cambio di denominazione dall'originario Juventus U23 all'attuale Juventus Next Gen. Nell'occasione il club ha introdotto un secondary logo specificamente riservato a essa: in questo è presente il solo wordmark JUVENTUS, riportato nel carattere societario, affiancato da quello NEXT GEN che al contrario attinge a una font personale; caso particolare nonché novità assoluta nell'iconografia juventina, questo logo secondario non è basato sui colori sociali bianconeri bensì sull'arancione.

### Inno
L'inno ufficiale della squadra è Juve (storia di un grande amore), composto nel 2007 per la prima squadra maschile da Alessandra Torre e Claudio Guidetti, ed eseguito da Paolo Belli.

## Strutture

### Stadio

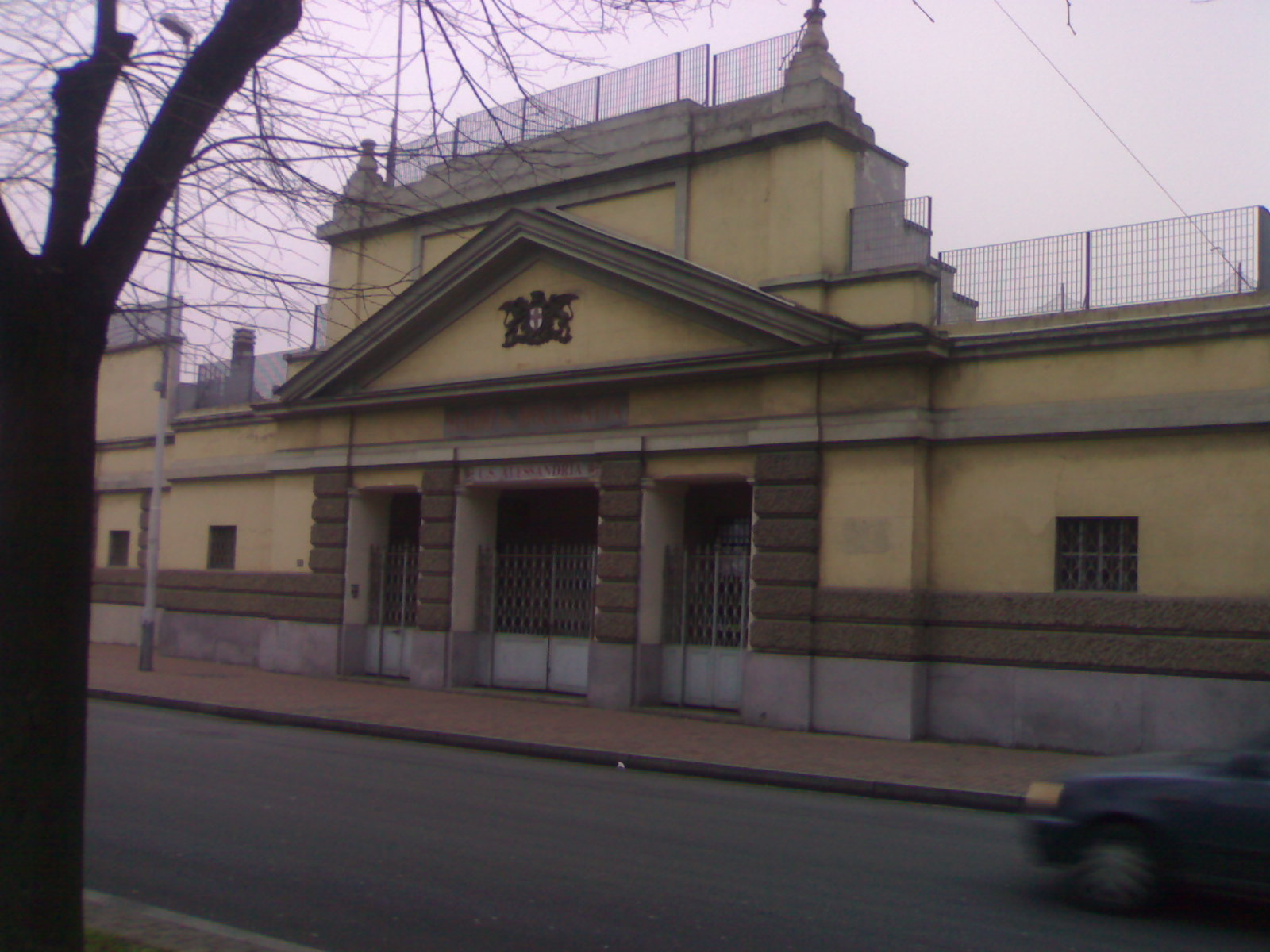
Il "Moccagatta" di Alessandria, stadio casalingo della Juventus Next Gen dal 2018 al 2024 e di nuovo dal 2025.

Fin dall'esordio la Juventus U23/Next Gen gioca pressoché stabilmente le proprie partite interne allo stadio Giuseppe Moccagatta di Alessandria; ha fatto eccezione la sola stagione 2024-2025 in cui ha utilizzato come impianto casalingo il campo polisportivo Alessandro La Marmora - Stadio Vittorio Pozzo di Biella, in condivisione con la prima squadra femminile juventina.
In occasione di incontri di cartello, all'occorrenza può disporre dell'impianto della prima squadra maschile, lo Juventus Stadium.

### Centro di allenamento
Le sedute di allenamento si tengono allo JTC di Vinovo; in seconda battuta, la Juventus Next Gen condivide talvolta anche l'altro JTC della Continassa, a Torino, con la prima squadra bianconera.

## Società

### Organigramma societario
- Gianluca Ferrero - Presidente
- Claudio Chiellini - Head of Next Gen Area[17]
- Marco Lombardo - Next Gen Team Manager

### Sponsor
- 2018- adidas

## Allenatori e presidenti
| Allenatori - 2018-2019 Mauro Zironelli - 2019-2020 Fabio Pecchia - 2020-2021 Andrea Pirlo (precamp.) Lamberto Zauli (1ª-38ª e play-off) - 2021-2022 Lamberto Zauli - 2022-2024 Massimo Brambilla - 2024-2025 Paolo Montero (1ª-14ª) Massimo Brambilla (15ª-38ª e play-off) - 2025-in carica Massimo Brambilla | Presidenti - 2018-2023 Andrea Agnelli - 2023- Gianluca Ferrero |

## Calciatori

### Capitani
- Raffaele Alcibiade (2018-2021)[18]
- Fabrizio Poli (2021-2024)[19]
- Simone Guerra (2024-)[20]

## Palmarès

### Competizioni nazionali
- Coppa Italia Serie C: 1

2019-2020

### Altri piazzamenti
- Coppa Italia Serie C

Finale: 2022-2023

## Statistiche e record

### Partecipazione ai campionati
| Livello | Categoria | Partecipazioni | Debutto   | Ultima stagione | Totale |
| ------- | --------- | -------------- | --------- | --------------- | ------ |
| 3º      | Serie C   | 8              | 2018-2019 | 2025-2026       | 8      |

### Partecipazione alle coppe
| Competizione         | Partecipazioni | Debutto   | Ultima stagione | Totale |
| -------------------- | -------------- | --------- | --------------- | ------ |
| Coppa Italia Serie C | 7              | 2018-2019 | 2025-2026       | 7      |

### Statistiche individuali
Statistiche aggiornate al 17 agosto 2025. In grassetto i calciatori ancora in squadra.
| Record di presenze - 103 Nicolò Cudrig (2021-23, 2024-) 103 Nikola Sekulov (2020-23, 2024) - 91 Martin Palumbo (2021-25) - 83 Giovanni Daffara (2021-25) 83 Fabrizio Poli (2021-25) - 81 Marco Da Graca (2020-23, 2024-25) - 76 Mattia Compagnon (2020-23) - 75 Alessandro Di Pardo (2018-21) - 74 Alessandro Sersanti (2021-23) - 73 Riccardo Turicchia (2021-24, 2025-) | Record di reti - 34 Simone Guerra (2023-) - 19 Nikola Sekulov (2020-23, 2024) - 17 Mattia Compagnon (2020-23) - 14 Andrea Brighenti (2020-22) - 13 Leonardo Cerri (2022-24) - 11 Nicolò Cudrig (2021-23, 2024-) - 10 Luca Zanimacchia (2018-20) - 9 Emanuele Pecorino (2021-23) 9 Cristian Bunino (2018-19) - 8 Marco Da Graca (2020-23, 2024-25) 8 Félix Correia (2020-21) 8 Alejandro Marqués (2020-21) 8 Dany Mota Carvalho (2019-20) |

## Organico

### Rosa 2025-2026
Rosa aggiornata al 17 agosto 2025.
| N. |                    | Ruolo | Calciatore               |
| -- | ------------------ | ----- | ------------------------ |
| 1  | Italia (bandiera)  | P     | Simone Scaglia           |
| 4  | Brasile (bandiera) | D     | Pedro Felipe             |
| 5  | Italia (bandiera)  | C     | Federico Macca           |
| 6  | Italia (bandiera)  | C     | Valdes Ngana             |
| 7  | Austria (bandiera) | D     | David Puczka             |
| 8  | Italia (bandiera)  | C     | Augusto Owusu            |
| 9  | Senegal (bandiera) | A     | Serigne Deme             |
| 10 | Italia (bandiera)  | A     | Lorenzo Anghelè          |
| 11 | Italia (bandiera)  | A     | Luca Amaradio            |
| 12 | Italia (bandiera)  | P     | Raffaele Huli            |
| 13 | Uruguay (bandiera) | D     | Facundo González         |
| 14 | Italia (bandiera)  | A     | Gianmarco Di Biase       |
| 15 | Italia (bandiera)  | D     | Federico Savio           |
| 16 | Italia (bandiera)  | C     | Giacomo Faticanti        |
| 17 | Italia (bandiera)  | A     | Simone Guerra (capitano) |
| 19 | Italia (bandiera)  | A     | Alessio Vacca            |
| 20 | Italia (bandiera)  | A     | Diego Pugno              |
| 21 | Italia (bandiera)  | C     | Francesco Crapisto       |
| 22 | Italia (bandiera)  | P     | Simone Mangiapoco        |
| 23 | Italia (bandiera)  | D     | Filippo Scaglia          |

| N. |                        | Ruolo | Calciatore               |
| -- | ---------------------- | ----- | ------------------------ |
| 24 | Paesi Bassi (bandiera) | D     | Shane van Aarle          |
| 26 | Italia (bandiera)      | C     | Filippo Pagnucco         |
| 29 | Italia (bandiera)      | P     | Matteo Fuscaldo          |
| 30 | Romania (bandiera)     | C     | Andrei Florea            |
| 31 | Spagna (bandiera)      | D     | Bruno Martinez           |
| 32 | Italia (bandiera)      | D     | Riccardo Turicchia       |
| 33 | Italia (bandiera)      | C     | Clemente Perotti         |
| 34 | Italia (bandiera)      | C     | Stefano Turco            |
| 35 | Italia (bandiera)      | A     | Leonardo Cerri           |
| 41 | Italia (bandiera)      | C     | Nicolò Cudrig            |
| 45 | Montenegro (bandiera)  | C     | Vasilije Adžić           |
| 90 | Italia (bandiera)      | A     | Alvin Obinna Okoro       |
|    | Italia (bandiera)      | D     | Mattia Brugarello        |
|    | Spagna (bandiera)      | D     | Javier Gil               |
|    | Italia (bandiera)      | D     | Alessandro Ventre        |
|    | Ucraina (bandiera)     | C     | Andriy Firman            |
|    | Belgio (bandiera)      | C     | Grady Makiobo            |
|    | Italia (bandiera)      | C     | Alessandro Nisci         |
|    | Italia (bandiera)      | C     | Alessandro Sersanti      |
|    | Argentina (bandiera)   | A     | Juan Ignacio Quattrocchi |

### Staff tecnico
Staff tecnico aggiornato al 26 luglio 2025.
- Massimo Brambilla - Allenatore
- Christian Terni - Allenatore in seconda
- Edoardo Sacchini - Collaboratore tecnico
- Giuseppe Mammoliti - Preparatore dei portieri
- Daniele Palazzolo - Preparatore atletico
- Stefano Vetri - Preparatore atletico
- Matteo Poletti - Match Analyst